# Rali Dakar de 2012
Rali Dakar 2012 foi a 33ª edição da corrida de rali mais exigente do mundo. Ocorreu entre 1 e 15 de janeiro e pela quarta vez consecutiva na América do Sul, após o cancelamento do 2008 por ameaças terroristas na África. A empresa francesa ASO (Amaury Sport Organisation) é a organizadora do Dakar, que percorre os países da Argentina, Chile, e pela primeira vez nesta edição, vai chegar até o Peru.

## Mudanças na regra
Dentre as principais alterações nas regras da competição está a redução do deslocamento de todas as motos, o que não deve exceder 450 cilindradas. Na edição de 2011, a medida foi aplicada apenas para os pilotos de elite. A medida também será implementada no quad, o limite para o motor de duas rodas será de 750 cilindradas para motores de quatro tempos e 500 cilindradas para os de dois tempos, para as motos com tração nas quatro rodas será de 900 os limites.

## Acidentes fatais
Antes do final da primeira etapa o piloto de motocicleta argentino Jorge Andrés Boero acabou sofrendo um acidente e morrendo em seguida. Foi a 21ª morte de um concorrente na história do rali. Na segunda etapa, um ultraleve de pai e filhos que assistiam ao rali caiu, ambos morreram no local, porém este não é considerado acidente do rali, já que os dois apenas assistiam e não disputavam prova alguma

## Etapas

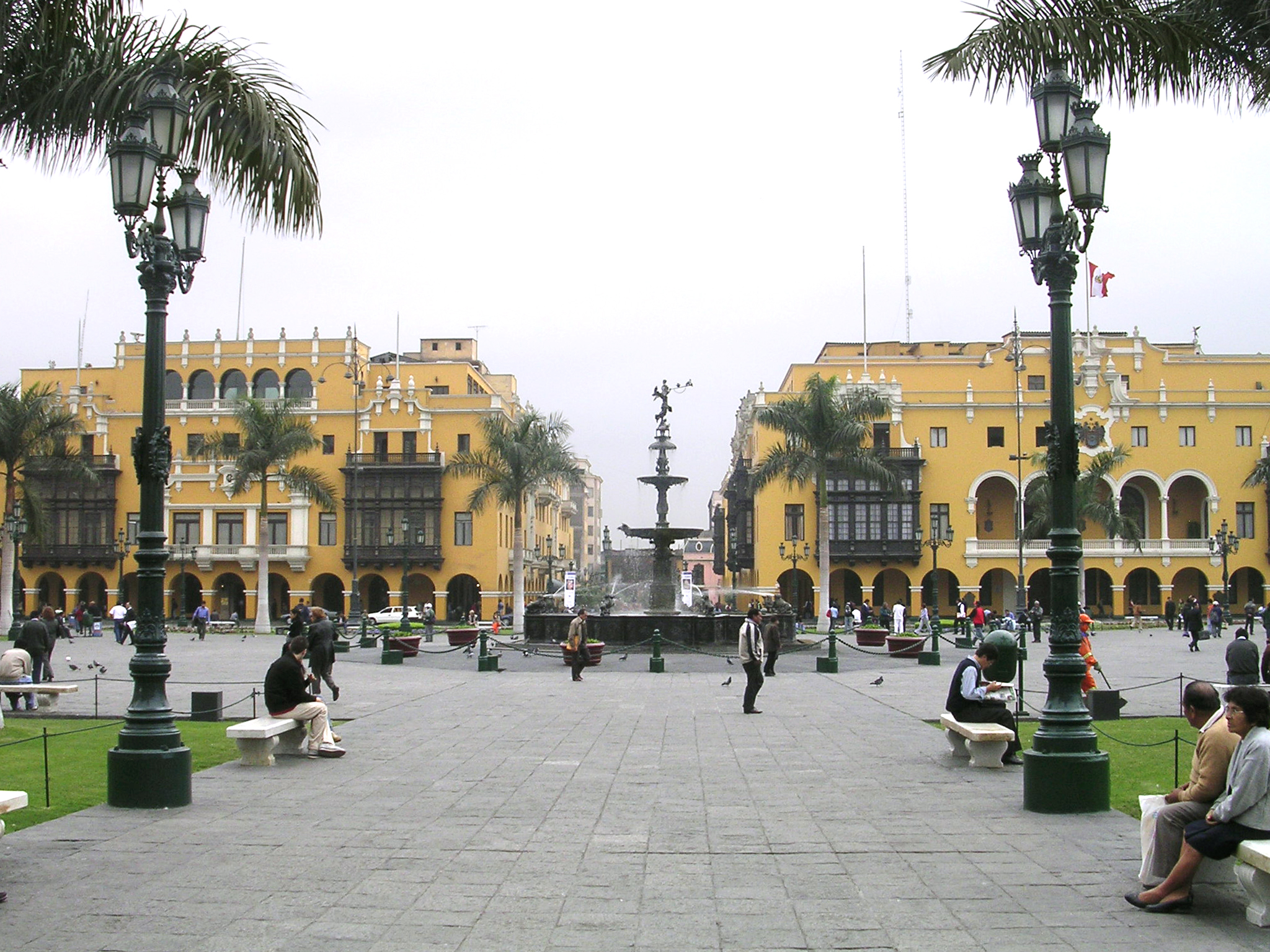
Praça Maior de Lima, onde se deu a premiação final para os vencedores.

| 1        | 1 de Janeiro  | Mar do Prata               | Santa Rosa                 |                            |                            |                            |                            |                            |                            |                            |                            |
| 2        | 2 de Janeiro  | Santa Rosa                 | San Rafael                 |                            |                            |                            |                            |                            |                            |                            |                            |
| 3        | 3 de Janeiro  | San Rafael                 | San Juan                   |                            |                            |                            |                            |                            |                            |                            |                            |
| 4        | 4 de Janeiro  | San Juan                   | Chilecito                  |                            |                            |                            |                            |                            |                            |                            |                            |
| 5        | 5 de Janeiro  | Chilecito                  | Fiambalá                   |                            |                            |                            |                            |                            |                            |                            |                            |
| 6 [Nota] | 6 de Janeiro  | Fiambalá                   | Copiapó                    |                            |                            |                            |                            |                            |                            |                            |                            |
| 7        | 7 de Janeiro  | Copiapó                    | Copiapó                    |                            |                            |                            |                            |                            |                            |                            |                            |
|          | 8 de Janeiro  | Dia de descanso em Copiapó | Dia de descanso em Copiapó | Dia de descanso em Copiapó | Dia de descanso em Copiapó | Dia de descanso em Copiapó | Dia de descanso em Copiapó | Dia de descanso em Copiapó | Dia de descanso em Copiapó | Dia de descanso em Copiapó | Dia de descanso em Copiapó |
| 8        | 9 de Janeiro  | Copiapó                    | Antofagasta                |                            |                            |                            |                            |                            |                            |                            |                            |
| 9        | 10 de Janeiro | Antofagasta                | Iquique                    |                            |                            |                            |                            |                            |                            |                            |                            |
| 10       | 11 de Janeiro | Iquique                    | Arica                      |                            |                            |                            |                            |                            |                            |                            |                            |
| 11       | 12 de Janeiro | Arica                      | Arequipa                   |                            |                            |                            |                            |                            |                            |                            |                            |
| 12       | 13 de Janeiro | Arequipa                   | Nazca                      |                            |                            |                            |                            |                            |                            |                            |                            |
| 13       | 14 de Janeiro | Nazca                      | Pisco                      |                            |                            |                            |                            |                            |                            |                            |                            |
| 14       | 15 de Janeiro | Pisco                      | Lima                       |                            |                            |                            |                            |                            |                            |                            |                            |

|  |                                                   |
|  | Etapa cancelada por más condições climatológicas. |

## Resultados por etapas

### Motos
| Etapa | Ganhador da etapa        | Líder geral              |
| ----- | ------------------------ | ------------------------ |
| 1     | Francisco López Contardo | Francisco López Contardo |
| 2     | Marc Coma                | Marc Coma                |
| 3     | Cyril Despres            | Cyril Despres            |
| 4     | Marc Coma                | Cyril Despres            |
| 5     | Cyril Despres            | Cyril Despres            |
| 7     | Marc Coma                | Cyril Despres            |
| 8     | Marc Coma                | Marc Coma                |
| 9     | Hélder Rodrigues         | Cyril Despres            |
| 10    | Joan Barreda Bort        | Cyril Despres            |
| 11    | Cyril Despres            | Cyril Despres            |
| 12    | Marc Coma                | Marc Coma                |
| 13    | Hélder Rodrigues         | Cyril Despres            |
| 14    | Pal Anders Ullevalseter  | Cyril Despres            |

### Quadriciclos
| Etapa | Ganhador da etapa    | Líder geral          |
| ----- | -------------------- | -------------------- |
| 1     | Sergio Lafuente      | Sergio Lafuente      |
| 2     | Sergio Lafuente      | Sergio Lafuente      |
| 3     | Marcos Patronelli    | Alejandro Patronelli |
| 4     | Tomás Maffei         | Tomás Maffei         |
| 5     | Marcos Patronelli    | Tomás Maffei         |
| 7     | Alejandro Patronelli | Alejandro Patronelli |
| 8     | Marcos Patronelli    | Alejandro Patronelli |
| 9     | Alejandro Patronelli | Alejandro Patronelli |
| 10    | Tomás Maffei         | Alejandro Patronelli |
| 11    | Alejandro Patronelli | Alejandro Patronelli |
| 12    | Marcos Patronelli    | Alejandro Patronelli |
| 13    | Tomás Maffei         | Alejandro Patronelli |
| 14    | Tomás Maffei         | Alejandro Patronelli |

### Carros
| Etapa | Ganhador da etapa                             | Líder geral                                     |
| ----- | --------------------------------------------- | ----------------------------------------------- |
| 1     | Leonid Novitskiy Andreas Schulz               | Leonid Novitskiy Andreas Schulz                 |
| 2     | Nasser Al-Attiyah Lucas Cruz                  | Stéphane Peterhansel Jean-Paul Cottret          |
| 3     | Nani Roma Michel Périn                        | Krzysztof Holowczyc Jean-Marc Fortin            |
| 4     | Stéphane Peterhansel Jean-Paul Cottret        | Stéphane Peterhansel Jean-Paul Cottret          |
| 5     | Krzysztof Holowczyc Jean-Marc Fortin          | Stéphane Peterhansel Jean-Paul Cottret          |
| 7     | Nasser Al-Attiyah Lucas Cruz                  | Stéphane Peterhansel Jean-Paul Cottret          |
| 8     | Nani Roma Michel Périn                        | Stéphane Peterhansel Jean-Paul Cottret          |
| 9     | Robby Gordon Johnny Campbell                  | Stéphane Peterhansel Jean-Paul Cottret          |
| 10    | Nani Roma Michel Périn                        | Stéphane Peterhansel Jean-Paul Cottret          |
| 11    | Stéphane Peterhansel Jean-Paul Cottret        | Stéphane Peterhansel Jean-Paul Cottret          |
| 12    | Robby Gordon Johnny Campbell                  | Stéphane Peterhansel Jean-Paul Cottret          |
| 13    | Stéphane Peterhansel Jean-Paul Cottret        | Stéphane Peterhansel Jean-Paul Cottret          |
| 14    | Robby Gordon · Estados Unidos Johnny Campbell | Stéphane Peterhansel · França Jean-Paul Cottret |

### Caminhões
| Etapa | Ganhador da etapa                                | Líder geral                                      |
| ----- | ------------------------------------------------ | ------------------------------------------------ |
| 1     | Marcel van Vliet Bell Peter Serge Bruynkens      | Marcel van Vliet Bell Peter Serge Bruynkens      |
| 2     | Gerard de Rooy Darek Rodewald Tom Colsoul        | Gerard de Rooy Darek Rodewald Tom Colsoul        |
| 3     | Miki Biasion Michel Huisman Giorgio Albiero      | Artur Ardavichus Alexey Kuzmich Nurlan Turlubaev |
| 4     | Gerard de Rooy Darek Rodewald Tom Colsoul        | Gerard de Rooy Darek Rodewald Tom Colsoul        |
| 5     | Gerard de Rooy Darek Rodewald Tom Colsoul        | Gerard de Rooy Darek Rodewald Tom Colsoul        |
| 7     | Gerard de Rooy Darek Rodewald Tom Colsoul        | Gerard de Rooy Darek Rodewald Tom Colsoul        |
| 8     | Ales Loprais Petr Almáši Michal Ernst            | Gerard de Rooy Darek Rodewald Tom Colsoul        |
| 9     | Miki Biasion Michel Huisman Giorgio Albiero      | Gerard de Rooy Darek Rodewald Tom Colsoul        |
| 10    | Artur Ardavichus Alexey Kuzmich Nurlan Turlubaev | Gerard de Rooy Darek Rodewald Tom Colsoul        |
| 11    | Andrey Karginov Igor Devyatkin Andrey Mokeev     | Gerard de Rooy Darek Rodewald Tom Colsoul        |
| 12    | Gerard de Rooy Darek Rodewald Tom Colsoul        | Gerard de Rooy Darek Rodewald Tom Colsoul        |
| 13    | Andrey Karginov Igor Devyatkin Andrey Mokeev     | Gerard de Rooy Darek Rodewald Tom Colsoul        |
| 14    | Miki Biasion Michel Huisman Giorgio Albiero      | Gerard de Rooy Darek Rodewald Tom Colsoul        |

## Classificacão geral final
| Categoria    | Ganhador                                                          | Segundo                                                              | Terceiro                                                                  |
| ------------ | ----------------------------------------------------------------- | -------------------------------------------------------------------- | ------------------------------------------------------------------------- |
| Motocicletas | 002 - KTM Cyril Despres 43h 28' 11                                | 001 - KTM Marc Coma + 53' 20                                         | 003 - Yamaha Hélder Rodrigues + 1h 11' 17                                 |
| Quads        | 250 - Yamaha Alejandro Patronelli 53h 01' 51"                     | 252 - Yamaha Marcos Patronelli + 1h 20' 17"                          | 257 - Yamaha Tomas Maffei + 2h 14' 21"                                    |
| Automóveis   | 302 - MINI Stephane Peterhansel Jean-Paul Cottret 38h 54' 46"     | 305 - MINI Nani Roma Michel Périn + 41' 56"                          | 301 - Toyota Hilux Giniel de Villiers Dirk von Ziztewitz + 1h 13' 25      |
| Camionhões   | 502 - Iveco Gerard de Rooy Darek Rodewald Tom Colsoul 45h 20' 47" | 505 - Iveco Hans Stacey Hans van Goor Bernard der Kinderen + 51' 19" | 533 - Kamaz Artur Ardavichus Alexey Kuzmich Nurlan Turlubaev + 1h 47' 45" |

FONTE:

## Ligações Externas
- Sítio Oficial